# Demarkace čínsko-ruské státní hranice

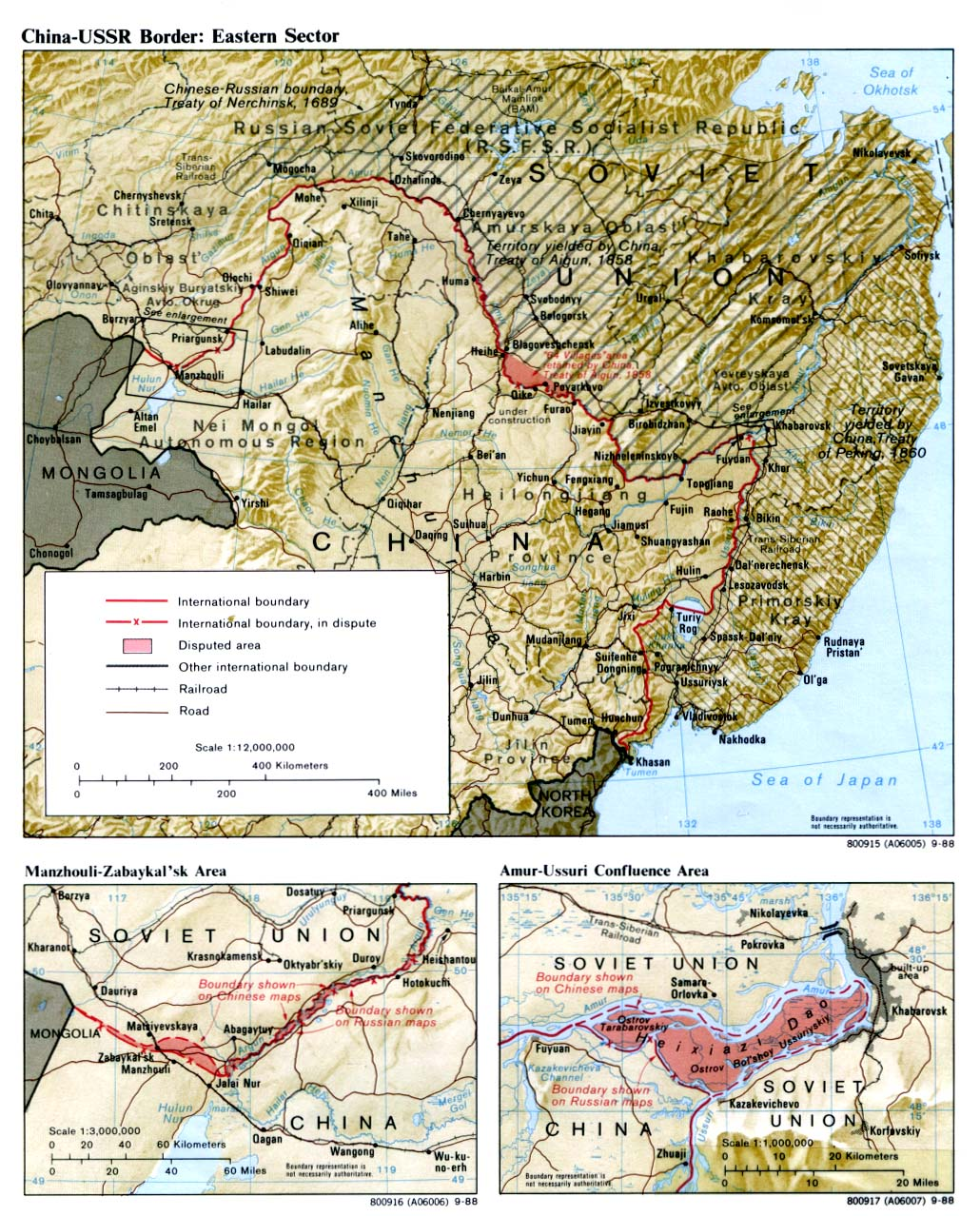
Mapka pohraničních území, nárokovaných ČLR i SSSR

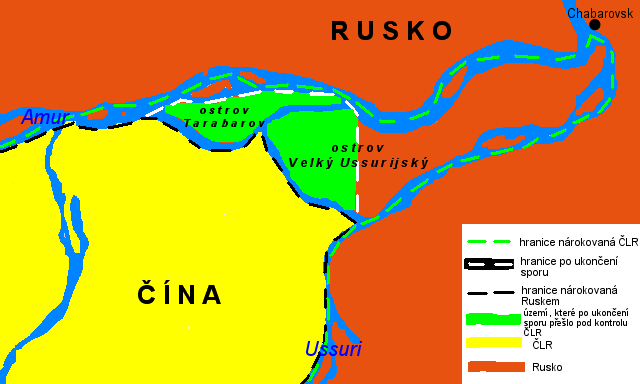
Mapa sporného území na soutoku řek Amur a Ussuri

Demarkace čínsko-ruské státní hranice je demarkace vzájemné státní hranice Čínské lidové republiky a Ruska, která proběhla v roce 2005. Tato demarkace ukončila čínsko-ruské pohraniční spory.
V důsledku demarkace Čínská lidová republika převzala kontrolu nad 337 km² sporného území, které do té doby kontrolovalo Rusko, včetně ostrova Tarabarov a poloviny ostrova Velký Ussurijský na soutoku řek Amur a Ussuri. Předání tohoto území proběhlo na základě doplňující dohody k dohodě o vzájemné státní hranici. Tato doplňující dohoda byla podepsána 14. října 2004 ruským prezidentem V.V. Putinem a čínským prezidentem Chu Ťin-tchaem. Ruská Státní duma ratifikovala tuto doplňující dohodu 20. května 2005 a ruský Sovět federace ji ratifikoval 25. května 2005.